# روث آن دیویس
روث آن دیویس (انگلیسی: Ruth Ann Davis; ۲۵ مهٔ ۱۹۳۶ – ۱۸ سپتامبر ۲۰۰۹) آموزشگر و آکادمیک آمریکایی بود که در ایالات میشیگان و ویرجینیای غربی زندگی و کار می‌کرد. دیویس در کیسر، ویرجینیای غربی در سال ۱۹۳۶ متولد شد و در سال ۱۹۵۴ از مدرسه عالی کیسر به عنوان والدیکتوریان و دانش‌آموز ممتاز فارغ‌التحصیل شد. او در سال ۱۹۵۶ مدرک کاردانی در رشته پیش‌پزشکی از کالج ایالتی پوتاماک دانشگاه ویرجینیای غربی دریافت کرد، لیسانس هنر خود را در رشته پیش‌پزشکی در دانشگاه ویرجینیای غربی در سال ۱۹۵۹، مدرک کارشناسی ارشد در جانورشناسی از دانشگاه ویرجینیای غربی در سال ۱۹۶۴، و دکترای فیزیولوژی خود را از دانشکده پزشکی دانشگاه وین در سال ۱۹۶۹ دریافت کرد.
از سال ۱۹۶۸ تا ۱۹۸۱، دیویس به عنوان سرپرست فناوری‌های پزشکی و آزمایشگاه در بیمارستان سینای (امروزه بیمارستان سینای-گریس) خدمت کرد و در سال ۱۹۸۳ به عنوان مربی بالینی در مرکز آموزش پزشکی راس فعالیت کرد. در سال ۱۹۸۳، دیویس به کیسر بازگشت تا از والدین مسن خود مراقبت کند و به عنوان استاد زیست‌شناسی و شیمی در کالج ایالتی پوتاماک مشغول به تدریس شد، جایی که دروس شیمی، زیست‌شناسی، علوم پزشکی، پرستاری و احیای قلبی‌ریوی (CPR) را تدریس کرد. در سال ۱۹۹۵، دیویس به عنوان استاد برجسته سال در کالج ایالتی پوتاماک معرفی شد. او در سال ۱۹۹۸ به استاد تمام ارتقا یافت، در سال ۲۰۰۱ بازنشسته شد و در سال ۲۰۰۲ وضعیت بازنشستگی افتخاری در رشته زیست‌شناسی و شیمی را دریافت کرد.
در سال ۲۰۰۸، دیویس یک کمک مالی بزرگ به کالج ایالتی پوتاماک اهدا کرد تا از بورسیه‌های پرستاری به یاد مادرش، دیویس، پشتیبانی کند. این بزرگ‌ترین کمک مالی تک‌تک به کالج بود. دیویس در سال ۲۰۰۹ در کیسر درگذشت.

## زندگی و تحصیلات
روث آن دیویس در ۲۵ مه ۱۹۳۶ در کیسر، ویرجینیای غربی متولد شد. او تنها فرزند جورج دیویس و همسرش دیویس بود. مادرش یک پروانه پرستاری بود. سپس در سال ۱۹۵۹ مدرک بی‌ای خود را در رشته پیش‌پزشکی از دانشگاه ویرجینیای غربی دریافت کرد. دیویس سپس تحصیلات تکمیلی خود را در دانشگاه ویرجینیای غربی ادامه داد و از سال ۱۹۵۹ تا ۱۹۶۲ به عنوان دستیار آموزشی در دپارتمان زیست‌شناسی فعالیت کرد. او همچنین از ۱۹۶۲ تا ۱۹۶۴ به عنوان مدرس در دپارتمان زیست‌شناسی کالج کلارک تدریس کرد. در سال ۱۹۶۴، دیویس مدرک کارشناسی ارشد علوم خود را در رشته جانورشناسی از دانشگاه ویرجینیای غربی دریافت کرد. سپس او به تحصیلات تکمیلی در دانشکده پزشکی دانشگاه وین پرداخت و از سال ۱۹۶۴ تا ۱۹۶۸ به عنوان مدرس تحصیلات تکمیلی در دپارتمان فیزیولوژی این دانشگاه فعالیت کرد. در ژوئن ۱۹۶۹، دیویس مدرک پی‌اچ‌دی خود را در رشته فیزیولوژی از دانشکده پزشکی دانشگاه وین دریافت کرد. پایان‌نامه دیویس دربارهٔ پلاکت ترومبوپلاستین و مطالعه تطبیقی فاکتور بافتی و فاکتور هفت پلاکتی بود.

## مطالعات دانشگاهی
روث آن دیویس در کالج ایالتی پوتاماک، کیسر، تحصیل کرد و در سال ۱۹۵۶ با مدرک کاردانی در پیش‌پزشکی فارغ‌التحصیل شد. سپس در سال ۱۹۵۹ مدرک بی‌ای خود را در رشته پیش‌پزشکی از دانشگاه ویرجینیای غربی دریافت کرد. دیویس سپس تحصیلات تکمیلی خود را در دانشگاه ویرجینیای غربی ادامه داد و از سال ۱۹۵۹ تا ۱۹۶۲ به عنوان دستیار آموزشی در دپارتمان زیست‌شناسی فعالیت کرد. او همچنین از ۱۹۶۲ تا ۱۹۶۴ به عنوان مدرس در دپارتمان زیست‌شناسی کالج کلارک تدریس کرد. در سال ۱۹۶۴، دیویس مدرک کارشناسی ارشد علوم خود را در رشته جانورشناسی از دانشگاه ویرجینیای غربی دریافت کرد. سپس او به تحصیلات تکمیلی در دانشکده پزشکی دانشگاه وین پرداخت و از سال ۱۹۶۴ تا ۱۹۶۸ به عنوان مدرس تحصیلات تکمیلی در دپارتمان فیزیولوژی این دانشگاه فعالیت کرد. در ژوئن ۱۹۶۹، دیویس مدرک پی‌اچ‌دی خود را در رشته فیزیولوژی از دانشکده پزشکی دانشگاه وین دریافت کرد. پایان‌نامه دیویس دربارهٔ پلاکت ترومبوپلاستین و مطالعه تطبیقی فاکتور بافتی و فاکتور هفت پلاکتی بود.